# Macromolecular Theory and Simulations
Macromolecular Theory and Simulations (abrégé en Macromol. Theory Simul.) est une revue scientifique mensuelle à comité de lecture qui publie des articles de recherche dans le domaine de la chimie des polymères.
D'après le Journal Citation Reports, le facteur d'impact de ce journal était de 1,452 en 2010. Actuellement[Quand ?], les directeurs de publication sont Markus Antonietti, David L. Kaplan, Shiro Kobayashi, Kurt Kremer, Timothy P. Lodge, Han E. H. Meijer, Rolf Mülhaupt, Thomas P. Russell, Anthony J. Ryan, João B. P. Soares, Hans W. Spiess, Nicola Tirelli, Gerhard Wegner et Chi Wusont.